# Tadżykistan na Zimowych Igrzyskach Olimpijskich 2010

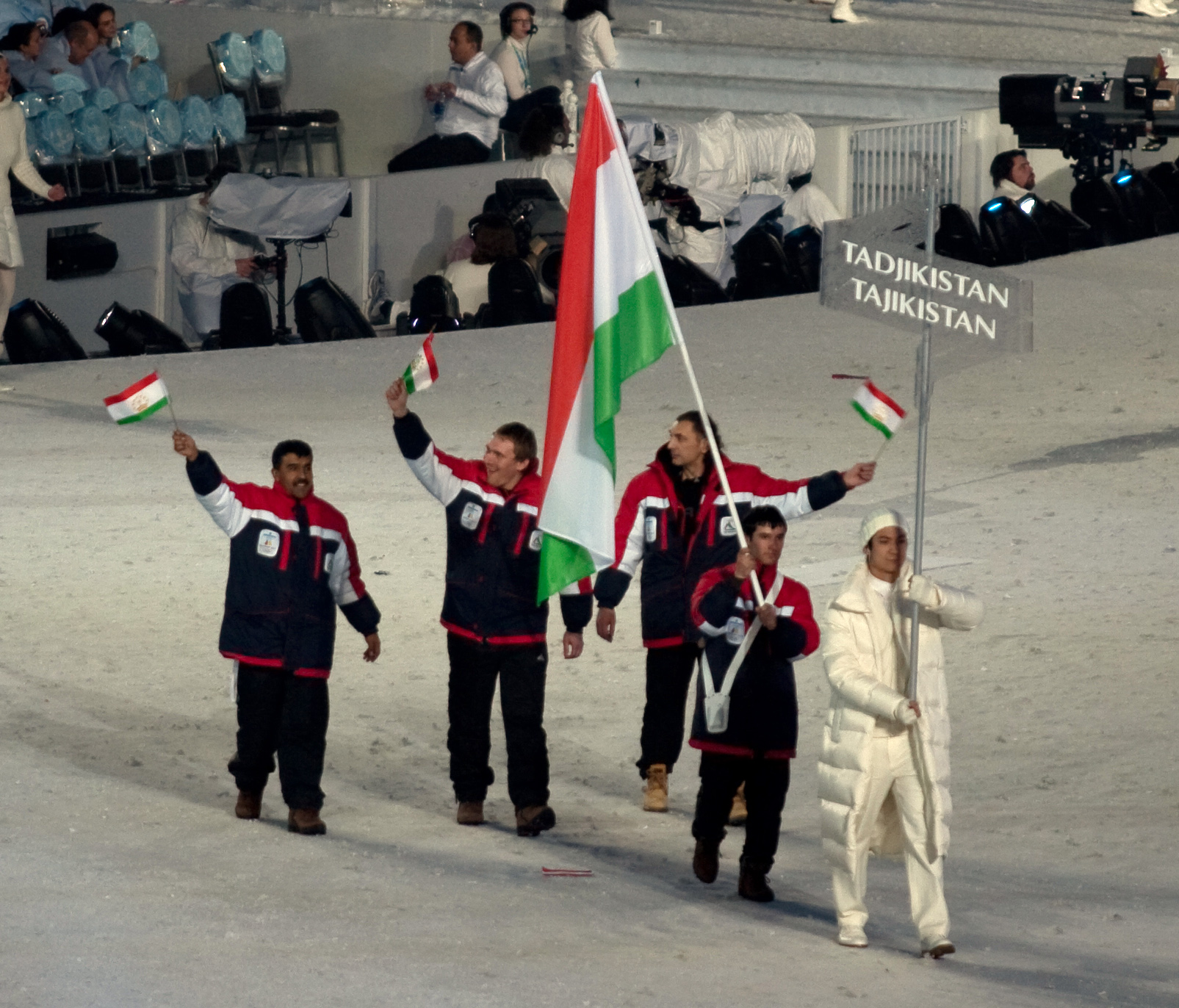
Reprezentacja Tadżykistanu podczas ceremonii otwarcia igrzysk olimpijskich w Vancouver

Tadżykistan na Zimowych Igrzyskach Olimpijskich 2010 – występ jednoosobowej reprezentacji Tadżykistanu na igrzyskach olimpijskich w Vancouver w 2010 roku.
W składzie znalazł się 32-letni narciarz alpejski Andriej Drygin, dla którego był to trzeci występ olimpijski – wystąpił wcześniej w Salt Lake City i Turynie. W Vancouver zaprezentował się w czterech konkurencjach w narciarstwie alpejskim. Najlepszy rezultat osiągnął w supergigancie, zajmując 44. miejsce. Rolę chorążego reprezentacji Tadżykistanu podczas ceremonii otwarcia i zamknięcia igrzysk pełnił Aliszer Kudratow – narciarz alpejski, który nie brał udziału w rywalizacji olimpijskiej w Vancouver, ale znalazł się w reprezentacji jako delegat.
Był to trzeci start reprezentacji Tadżykistanu na zimowych igrzyskach olimpijskich i siódmy start olimpijski, wliczając w to letnie występy.

## Tło startu

### Występy na poprzednich igrzyskach
Narodowy Komitet Olimpijski Republiki Tadżykistanu został założony w 1992 roku, a w 1993 roku został uznany przez Międzynarodowy Komitet Olimpijski. Tadżykistan jako niepodległe państwo po raz pierwszy wystawił reprezentację olimpijską na letnie igrzyska w Atlancie w 1996 roku. Kadra liczyła wówczas osiem osób. Pierwszy występ w zimowej edycji imprezy nastąpił w 2002 roku podczas igrzysk w Salt Lake City. Reprezentację stanowił wówczas, jak i również cztery lata później w Turynie, jeden narciarz alpejski – Andriej Drygin. Spośród wszystkich konkurencji, w których Drygin wziął udział, jego najlepszym rezultatem były 51. miejsca uzyskane w zjeździe i supergigancie podczas igrzysk w Turynie.
Do 2010 roku jedynymi igrzyskami olimpijskimi, podczas których reprezentanci Tadżykistanu zdobyli medale, były letnie igrzyska w Pekinie. Igrzyska te reprezentacja Tadżykistanu zakończyła z dorobkiem dwóch medali – srebrnego wywalczonego przez zapaśnika Jusufa Abdusalomowa i brązowego zdobytego przez judokę Rasula Bokijewa.

### Występy w sezonie przedolimpijskim
Reprezentanci Tadżykistanu nie uczestniczyli w rozegranych w lutym 2009 roku w Val d’Isère alpejskich mistrzostwach świata. Jedynymi tadżyckimi zawodnikami, którzy w sezonach przedolimpijskim i olimpijskim uczestniczyli w zawodach alpejskich organizowanych przez Międzynarodową Federację Narciarską, byli Andriej Drygin i Aliszer Kudratow. Startowali jednak niemal wyłącznie w zawodach niskiej rangi. W styczniu 2010 roku Drygin kilkukrotnie wystąpił w zawodach Pucharu Europy. Jego najlepszym rezultatem w tych zawodach było 73. miejsce w supergigancie podczas zawodów w Les Orres.

### Kwalifikacje olimpijskie
Okres kwalifikacyjny do igrzysk olimpijskich w Vancouver dla narciarzy alpejskich trwał od lipca 2008 do 25 stycznia 2010. Kwalifikację olimpijską do zawodów w slalomie, slalomie gigancie i zjeździe uzyskali alpejczycy, którzy w tym okresie zdobyli przynajmniej 500 punktów do listy rankingowej publikowanej przez Międzynarodową Federację Narciarską. Z kolei, aby zakwalifikować się do supergiganta i superkombinacji należało zdobyć przynajmniej 120 punktów w tych konkurencjach. Drugim kryterium kwalifikacyjnym był występ w mistrzostwach świata w Val d’Isère w 2009 roku oraz zdobycie w okresie kwalifikacyjnym przynajmniej 140 punktów FIS. 
Kwalifikację olimpijską uzyskał ostatecznie jeden tadżycki zawodnik – Andriej Drygin, który uzyskał prawo startu w czterech konkurencjach alpejskich. Na igrzyska nie zakwalifikowali się Aliszer Kudratow, który ostatecznie do Vancouver pojechał jako delegat, ani Szamsuła Zokirow.

### Prawa transmisyjne
Żaden tadżycki publiczny nadawca radiowo-telewizyjny nie nabył prawa do transmisji zimowych igrzysk olimpijskich w Vancouver.

## Skład reprezentacji
Kadra Tadżykistanu na igrzyska w Vancouver liczyła jednego sportowca – był nim narciarz alpejski Andriej Drygin, który w dniu otwarcia igrzysk miał 32 lata i 249 dni. Był to trzeci start olimpijski Drygina, który wystąpił także w Salt Lake City (2002) i Turynie (2006).
W skład delegacji olimpijskiej, poza Dryginem, weszli: Mahmadszo Abdulloew – szef misji olimpijskiej, Aliszer Kudratow – delegat wybrany na chorążego reprezentacji, Oleg Probotorow – trener Drygina, Szirin Mamadsafojew – wiceprzewodniczący Narodowego Komitetu Olimpijskiego Republiki Tadżykistanu oraz Bahrullo Rajabalijew – sekretarz generalny komitetu olimpijskiego.
Tadżycka delegacja przyjechała do Vancouver 4 lutego 2010 roku.

## Udział w ceremoniach otwarcia i zamknięcia igrzysk
Rolę chorążego reprezentacji Tadżykistanu podczas ceremonii otwarcia igrzysk pełnił Aliszer Kudratow – narciarz alpejski, który nie brał udziału w rywalizacji olimpijskiej w Vancouver, ale znalazł się w reprezentacji jako delegat. Reprezentacja Tadżykistanu weszła na stadion olimpijski jako 77. w kolejności – pomiędzy ekipami z Chińskiego Tajpej i Turcji. Kudratow niósł również tadżycką flagę podczas ceremonii zamknięcia, zorganizowanej 28 lutego 2010.

## Wyniki

### Narciarstwo alpejskie

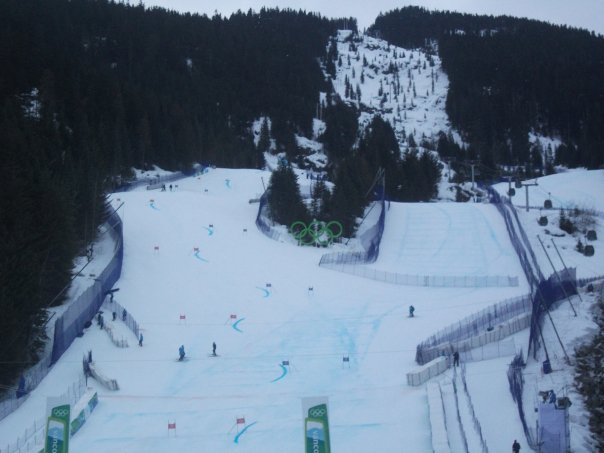
Whistler Creekside – arena zmagań narciarzy alpejskich podczas igrzysk olimpijskich w Vancouver

Rywalizacja olimpijska w narciarstwie alpejskim na igrzyskach w Vancouver odbyła się w dniach 15–27 lutego 2010 w Whistler Creekside. Reprezentant Tadżykistanu Andriej Drygin wystąpił we wszystkich alpejskich konkurencjach mężczyzn poza superkombinacją.
Pierwszą konkurencją, w której wziął udział Drygin, był zjazd. Zajął w nim 59. miejsce, ostatnie wśród sklasyfikowanych zawodników. Stracił 10,13 s do zwycięzcy zawodów, Didiera Défago. Sześć dni później uczestniczył w supergigancie, w którym uplasował się na przedostatnim, 44. miejscu. Wyprzedził Islandczyka Stefána Jóna Sigurgeirssona, a do mistrza olimpijskiego Aksela Lunda Svindala stracił 7,69 s.
21 lutego Drygin wystartował w slalomie gigancie. Po dwóch przejazdach został sklasyfikowany na 57. pozycji w gronie 81 sklasyfikowanych zawodników. Jego czas łączny był o 17,46 s słabszy od zwycięzcy Carlo Janki. Pod koniec igrzysk, 27 lutego rozegrana została rywalizacja olimpijska w slalomie. Zawody odbywały się w zmiennych warunkach atmosferycznych, w efekcie których reprezentant Tadżykistanu nie ukończył pierwszego przejazdu i nie został sklasyfikowany.
| Konkurencja            | Zawodnik       | Zjazd 1 | Zjazd 1 | Zjazd 2 | Zjazd 2 | Łącznie | Łącznie |
| Konkurencja            | Zawodnik       | Czas    | Miejsce | Czas    | Miejsce | Czas    | Miejsce |
| ---------------------- | -------------- | ------- | ------- | ------- | ------- | ------- | ------- |
| Zjazd mężczyzn         | Andriej Drygin | —       | —       | —       | —       | 2:04,44 | 59.     |
| Slalom mężczyzn        | Andriej Drygin | DNF     | DNF     | DNS     | DNS     | DNF     | DNF1    |
| Slalom gigant mężczyzn | Andriej Drygin | 1:25,82 | 63.     | 1:29,47 | 57.     | 2:55,29 | 57.     |
| Supergigant mężczyzn   | Andriej Drygin | —       | —       | —       | —       | 1:38,03 | 44.     |